# Eleonora Romanescu
Eleonora Romanescu (n. 26 aprilie 1926, Leușeni, județul Orhei – d. 4 noiembrie 2019) a fost o artistă plastică din Basarabia.

## Studii, educație
Specializare în restaurare pictură la Atelierele Centrale de Stat Iurie Grabari din Moscova. Restaurator la Muzeul de Artă din Chișinău. A avut expoziții personale și de grup în Moldova, Ucraina, Georgia, Rusia, România, Canada, Mongolia, Siria.
- 1949-1953 - Școala republicană de Arte Plastice I. E. Repin (actualmente Al. Plămădeală) din Chișinău.

## Activitate profesională
- 1953-1959 - profesoară de desen la Școala Pedagogică din Orhei
- 1959-1964 - frecventează cursurile de restaurare-pictură în cadrul Atelierelor Centrale de Stat Iurie Grabari, Moscova
- 1957-1972 - restaurator la Muzeul de Artă din Chișinău
- 1958 - devine membru al Uniunii Artiștilor Plastici din Republica Moldova
- 1965 - devine membru al conducerii Uniunii Artiștilor Plastici din Moldova

## Expoziții solo
- 1973, 1976, 1986, 1996 - Chișinău, Moldova
- 1973 - Odesa, Ucraina
- 1975 - Suhumi - Georgia
- 1979 - Novosibirsk - Rusia
- 1992 - Constanța și București, România
- 1996 - Palatul Parlamentului, București, România

## Expoziții grup
- 1959 - Participă la toate expozițiile republicane organizate la Chișinău
- 1968 - Montreal, Canada
- 1969 - București, Oradea, România
- 1980 - Sofia - Bulgaria, Ulan-Bator, Mongolia, Damasc - Siria
- 1983 - Moscova, Rusia
- 1984 - Livov, Ucraina
- 1992-1994 - Bacău, România

## Tabere de creație
- 1960 - Lituania - Palanga
- 1963 - Rusia - Senej
- 1965 - letonia - Maiolli
- 1972, 1980 - Ucraina - Gurzuf
- 1972 - Mongolia - Ulan-Bator
- 1979 - România - București, Sibiu
- 1992 - România - Nicula
- 1993 - România - Tescani
- 1995 - România - Galați

## Premii
- 1972 - Insigna de onoare
- 1976 - Titlul de Artist Emerit al Republicii Moldova
- 1981 - Medalia de "Veteran al muncii" pentru îndelungată activitate pedagogică
- 1982 - Premiul de Stat pentru ciclul "Meleag natal"
- 1986 - Titlul de Artist al Poporului din Republica Moldova
- 1991 - Premiul Uniunii Artiștilor Plastici din Moldova
- 1996 - Ordinul Republicii

## Cataloage
- 1. Lucia Purice, Eleonora Romanescu, "Literatura artistică", 1983
- 2. Eleonora Romanescu, expozitie personală, București - Palatul Parlamentului, 1996
- 3. Vistovca proizvedenii hudojnicov Moldavii, jivopisi, sculiptura, "Sovetskii hudojnic", Moskva, 1981

## Lucrări aflate în muzee
- - Muzeul de Arta - Chișinau, Moldova
- - Muzeul de Arta - Cluj-Napoca, Constanța, România
- - Muzeul de Arta - Moscova, Rusia
- - Muzeul de Arta - Kiev, Ucraina
- - Muzeul de Arta - Dușambe, Tadjikistan

Artista are lucrări aflate în colecții particulare în Republica Moldova, România, Germania, Rusia, Franța, Statele Unite și Canada.